# Kalburabastı

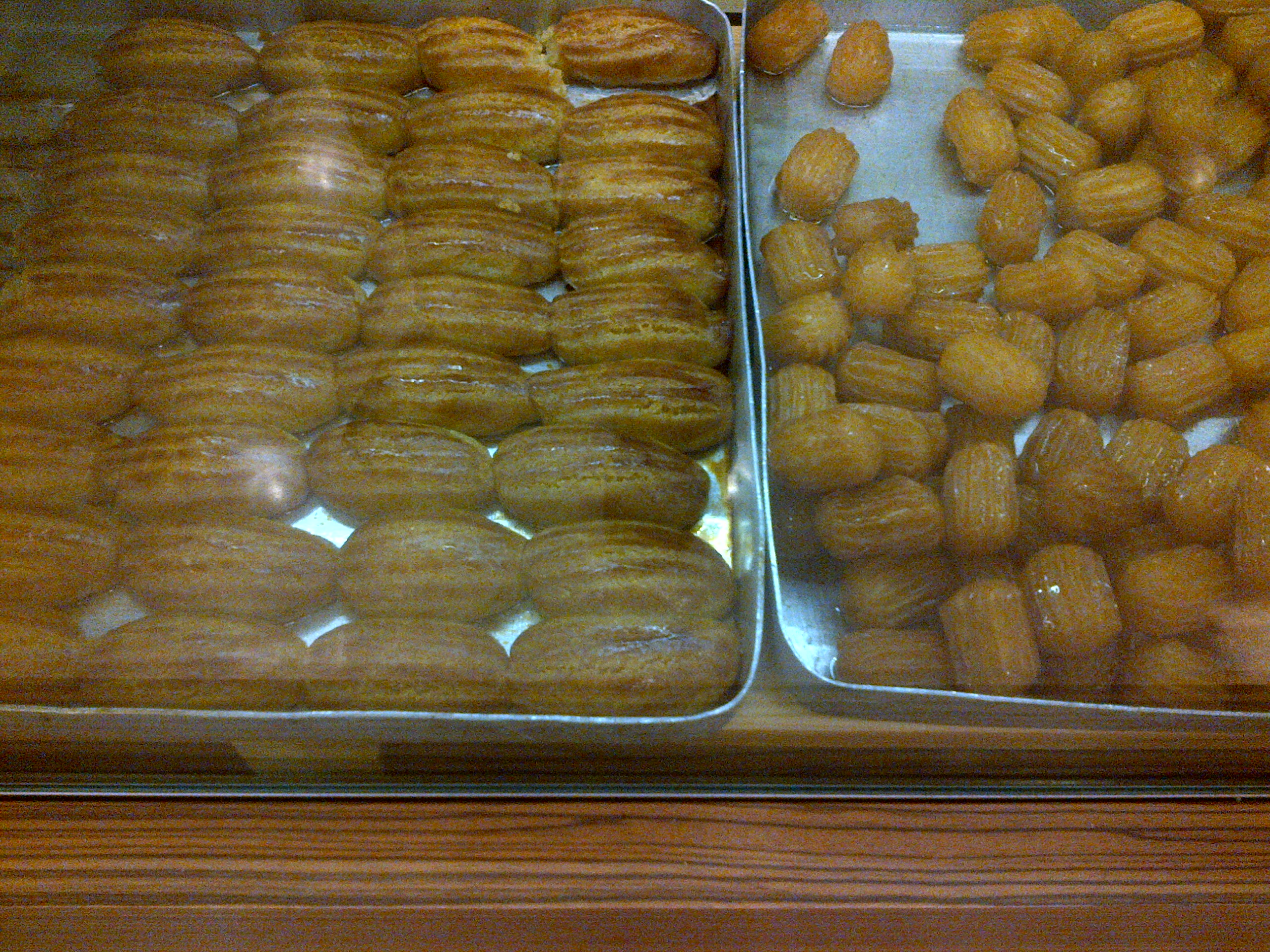
Kalburabastı, a la izquierda, y tulumba a la derecha, son dos postres turcos tradicionales.

Kalburabastı es un postre tradicional turco diseminado en los países balcánicos y el Medio Oriente durante el período otomano.

## Elaboración
La masa se hace con harina, azúcar, yoğurt, mantequilla o margarina, aceite, huevos, nueces, y polvo de hornear. Para el jarabe se usa agua, azúcar y zumo de limón.